# Games Workshop
Games Workshop集團股份有限公司（通常縮寫為GW，有時中譯為遊戲工作室、遊戲車間、遊戲工坊）是一間英國遊戲製造和零售公司。Games Workshop至今發行了多款戰爭遊戲，如《戰鎚幻想戰役》和《戰鎚40000》。該公司以 GAW.L. 的名稱在倫敦證券交易所上市。

## 微縮模型遊戲
Games Workshop先前透過聯合、原本獨立的 Citadel公司製作微縮模型，主要公司則專注在零售上。在Games Workshop商店不再販售其他生產商的零售產品以後兩家公司合而為一，於是 Citadel 實際上就合併回Games Workshop了。

### 目前的主要遊戲
以下的遊戲仍在生產中而且可在各處取得。
- 戰鎚西格瑪紀元（Warhammer Age of Sigmar）
- 戰鎚40000 （Warhammer 40000）
- 魔戒（The Lord of the Rings Strategy Battle Game）
- 魔戒：魔戒之戰（The Lord of the Rings: War of the Ring）

所以這些遊戲系統都已經有了擴充規則和增補，像戰鎚奇幻戰役的 Mighty Empires，魔戒的 Battlehosts，以及戰鎚40000獲得巨大成功的死亡都市（Cities of Death）、啟示錄（Apocalypse）、行星攻擊（Planetstrike）和行星帝國（Planetary Empires）。

### 專家遊戲
在現有的遊戲底下，又有一些給老手玩家的子遊戲系列，例如戰鎚40000的哥特艦隊、戰錘奇幻戰役的暴力橄欖球（Blood Bowl）或魔戒的 The Battle of Five Armies。
這些遊戲主要鎖定老手玩家，他們是對 Games Workshop 生產的主要遊戲更有經驗的玩家，這是因為在專家遊戲的系統裡的規則和戰術的複雜度比那些主要遊戲還要複雜上許多。

#### 戰鎚幻想戰役宇宙
- 暴力橄欖球（Blood Bowl） — 一個以奇幻生物為角色的美式足球風格遊戲。
- 魔幻海戰（Dreadfleet） — 一個以海上戰鬥為主題的遊戲。
- Mighty Empires — 一個根基於戰役增補的六角形棋盤遊戲。
- Mordheim — 一個遭遇戰遊戲。目前已經有一個擴充（Empire in Flames）加到其中。
- Warmaster — 一個以較小的微縮模型（10 mm）進行的大規模戰役。

#### 戰鎚40000宇宙
- 哥特艦隊（Battlefleet Gothic） — 一個描繪星際艦隊間的戰鬥的遊戲。
- 史詩（Epic） — 一個使用較小微縮模型（6 mm）進行的大規模戰鬥遊戲（現在的版本稱為史詩：哈米吉多頓，Epic Armageddon）。
- 審判官（Inquisitor） — 一個使用較大（54 mm）、較精細微縮模型的遭遇戰/角色扮演遊戲，鎖定的是較老練的玩家。
- Necromunda — 一個設定在蜂巢世界（hive world）的遭遇戰遊戲，主要關於人類幫派的對抗。遊戲使用戰鎚40000第二版規則，該版規則比更新版本的更詳細也更適合遭遇戰遊戲。
- Dark Heresy — 一個戰鎚40000宇宙的RPG，玩家可以控制審判官手下的一員。

#### 魔戒宇宙
- Great Battles of Middle Earth: The Battle of Five Armies — 以較小模型（10 mm）進行大規模戰役的遊戲。該遊戲以五軍之戰命名（主要內容亦是五軍之戰），五軍之戰是托爾金的哈比人歷險記裡後半的一幕。
- 魔戒戰棋遊戲已經擴充過並增加了許多新的增補至現有的遊戲和劇情裡。在2009年名為「War of the Ring」的增補發行了，讓玩家可以比先前的增補版集結更大規模的軍隊，因而可以打一場大戰。

### Forge World
Forge World 是一間附屬於Games Workshop底下的公司，由Tony Cottrell經營，該公司替各種Games Workshop遊戲設計、製造並販售樹脂模型。除此以外，Forge World自行發行的遊戲有：
- 帝國空戰（Aeronautica Imperialis）—一個以史詩級空戰為基礎的遊戲。

### 已絕版的遊戲

#### 戰鎚幻想戰役宇宙
- Advanced HeroQuest
- Kerrunch — 簡化版的Blood Bowl。
- Man O' War — 在奇幻世界開打的海上戰鬥。遊戲有兩個擴充：Sea of Blood 和 Plague Fleet。
- Mighty Warriors — 簡化版的Advanced HeroQuest。
- Warhammer Quest — 關於地牢探索和搜尋的遊戲，實質上是Advanced HeroQuest的更新版。
- 戰錘奇幻戰役（Warhammer Fantasy Battle）— 現在 戰錘西格瑪紀元（Warhammer Age of Sigmar）的前身。

#### 戰鎚40000宇宙
- Adeptus Titanicus — 原先是史詩系列的遊戲，主題是泰坦之間的戰鬥。
  - Codex Titanicus — 該遊戲的擴充規則。
- Advanced Space Crusade
- Bommerz over da Sulphur River — 使用史詩微縮模型的版圖遊戲。
- 史詩40000（Epic 40,000） — 史詩：哈米吉多頓的前身，雖然人們時常以此名稱和史詩來指稱這個遊戲。
- Gorkamorka — 一個關於歐克獸人幫派間戰鬥的遊戲。
  - Digganob — Gorkamorka 的擴充
- Lost Patrol
- Space Fleet — 在哥特艦隊以前的簡單宇宙艦戰鬥遊戲。
- 宇宙荒舟（Space Hulk） — 已經有三個版本，擴充列於下：
  - Deathwing — 擴充的盒裝組合。
  - Genestealer —  擴充的盒裝組合。
  - Space Hulk Campaigns — 以平裝和精裝出版的擴充書。
- Space Marine — 關於軍隊與步兵的原創史詩級遊戲，第一版和 Adeptus Titanicus 成一對，第二版則和 Titan Legions。
- Titan Legions — 實質上是 Space Marine 的擴充，雖然它也擴充了遊戲系統。
- Tyranid Attack
- Ultra Marines — 和 Space Fleet 同一系列的入門遊戲。

#### 經授權的遊戲
這些遊戲並非由 Games Workshop 製作，但使用相似風格的模型、藝術和概念。這些遊戲主流玩具公司製作並可以在一般的玩具店和百貨公司裡買到，而不只是在 Games Workshop 和特定的遊戲商店。
- Battle Masters（由Milton Bradley（英语：Milton Bradley Company）發行）
- HeroQuest（由Milton Bradley發行）
  - Kellar's Keep（Hero Quest的擴充）
  - Return of the Witch Lord（Hero Quest的擴充）
  - Against the Ogre Horde（Hero Quest的擴充）
  - Wizards of Morcar（Hero Quest的擴充）
  - The Frozen Horror（Hero Quest的擴充）
  - The Magic of the Mirror（Hero Quest的擴充）
  - The Dark Company（Hero Quest的擴充）
  - HeroQuest Adventure Design Kit（Hero Quest的擴充）
  - Adventure Design Booklet（Hero Quest的擴充）
- Space Crusade（由Milton Bradley發行）
  - Operation Dreadnought（Space Crusade的擴充）
  - Eldar Attack（Space Crusade的擴充）

## 角色扮演遊戲
只有幾個微縮模型遊戲（例如審判官）有角色扮演的成份，但是 Games Workshop 過去已經在戰鎚宇宙裡發行過角色扮演遊戲組。戰鎚奇幻角色扮演遊戲一開始在1986年出版；第二版由Black Industries （页面存档备份，存于）在2005年出版，該公司是GW的小說出版商BL Publishing的一部份。
Warhammer 40,000: Dark Heresy是三個戰鎚40000角色扮演遊戲之一，在2008年1月後半釋出，幾乎一下子就賣完了。
緊接著這個釋出，Black Industries在2008年9月宣布他們將停止製作角色扮演增補，以專注在更有利潤的戰鎚和戰鎚40000小說上。一份之後的聲明指出即便如此遊戲仍會繼續生產；生產只不過是轉給一家第三方出版商 Fantasy Flight Games。
Fantasy Flight Games近來發行了一個名為Rogue Trader的角色扮演遊戲，其中使用與Dark Heresy以及戰鎚奇幻角色扮演遊戲相同的系統。另一個設定在相同宇宙，名為Deathwatch的遊戲也在之後釋出。

### 已絕版的遊戲
- Golden Heroes — 一個超級英雄角色扮演遊戲，原本是業餘性發行的，後來正式發行於1984年。
- Judge Dredd: The Role-Playing Game — 在1985年經許可下發行。
- Stormbringer — 第三版和Chaosium一起發行於1987年。
- Runequest — GW在英國發行了第二版規則。

## 版圖遊戲
Games Workshop在版圖遊戲上有過輝煌的發展，包含微縮模型和RPG。令人混淆地，其中幾個已經有角色扮演成分了，或微縮模型因此兒已經包含在其中或生產過了。
對Games Workshop版圖遊戲編排未公開部份的發行授權已經賣給Fantasy Flight Games，這場交易中也包含了Black Library的角色扮演遊戲。Fantasy Flight已經重新發行了許多遊戲的修正版本。在聲明的同時，Black Library手上只剩一個版圖遊戲還在生產，即第四版的「Talisman」。Fantasy Flight已經宣布他們想要出版一個「修正過的第四版 Talisman」，但是尚未言明他們對其它遊戲的計劃。

### 絕版遊戲
- 啟示錄（Apocalypse，請勿與戰鎚40000：啟示錄搞混）
- Battlecars
- Battle for Armageddon
  - Chaos Attack —  Battle for Armageddon的擴充。
- Chaos Marauders — 一個「orcish mayhem」的版圖遊戲。
- Block Mania — 使用2000 AD漫畫的Judge Dredd的設定。
  - Mega Mania — Block Mania 的擴充
- Blood Royale — 中世紀歐洲的多玩家、戰鬥與謀略遊戲
- Calamity
- Chainsaw Warrior — 單人遊戲。
- Cosmic Encounter — 在授權下發行。
- Curse of the Mummy's Tomb
- Dark Future — 和Car Wars相似。
- Doctor Who - The Game of Time and Space（1980）
- Doom of the Eldar
- Dungeonquest（以及其擴充包）
- Fury of Dracula（新版已經由Fantasy Flight Games發行）
- Gobbo's Banquet
- Horus Heresy
- Hungry Troll and the Gobbos
- Judge Dredd — 以2000 AD漫畫的Judge Dredd一角作為背景的遊戲。
- Kings and Things — 在授權下發行。
- Oi! Dat's My Leg!
- Quirks
- Railway Rivals
- Rogue Trooper — 以2000 AD漫畫的Rogue Trooper一角作為背景的遊戲。
- Squelch!
- Super Power
- Talisman（技術上來說已經絕版了，Fantasy Flight Games發行過第四版的修正版）
- Trolls in the Pantry
- Valley of the Four Winds
- Warlock
- The Warlock of Firetop Mountain（以Fighting Fantasy遊戲書為基礎）
- Warrior Knights（新版已經由Fantasy Flight Games發行）

### 復刻版遊戲
以下遊戲的原版在技術上來說已經絕版了，但是由Fantasy Flight Games發行了新版（有些經大幅修正，有些則是增加了擴充），這些新版遊戲至今仍在發行。
- Dungeonquest
- Fury of Dracula
- Horus Heresy
- Talisman
- Warrior Knights

## 電腦遊戲
Games Workshop早年授權或生產了幾款ZX Spectrum的遊戲，不過都不是基於一般的戰鎚設定。
- 啟示錄（Apocalypse）（1983）— 以原先的版圖遊戲為基礎。
- Argent Warrior（1984）—  有插畫的冒險。(1984) Illustrated adventure
- Battlecars（1984）—  以BASIC程式語言寫成的雙玩家賽車遊戲。
- 暴力橄欖球（Blood Bowl）（1995）—  由MicroLeague發行。
- Chaos（1985）—   多玩家回合制「桌面」遊戲，由Julian Gollop寫成。
- D-Day（1985）—  以諾曼地大登陸為基礎。
- HeroQuest（1991）—  以Milton Bradley的版圖遊戲為基礎。
- Journey's End（1985）—  文字冒險遊戲
- Key Of Hope, The（1985）—  文字冒險遊戲
- Ringworld（1984）—  文字冒險遊戲
- Runestone（1986）—  文字冒險遊戲
- Talisman（1985）—  多玩家回合制「桌面」遊戲。
- Tower Of Despair（1985）—  文字冒險遊戲

許多根基於戰鎚宇宙的電腦遊戲由第三方製作。包含（這些電腦遊戲根基的微縮模型遊戲列於括弧中）：
- 星際聖戰（Space Crusade），在 Amiga 上有一續作。
- Dark Omen（根基於戰錘奇幻戰役的即時戰術遊戲）
- Shadow of the Horned Rat（根基於戰錘奇幻戰役的即時戰術遊戲）
- Space Hulk（宇宙荒舟）
- Space Hulk - Vengeance of the Blood Angels（宇宙荒舟），現已絕版。
- 最終解放（Final Liberation）（史詩40000 － 星際戰士、帝國衛隊、歐克獸人）
- 烈焰戰士（戰鎚40000 — 鈦星人）
- 破曉之戰（戰鎚40000 — 星際戰士、歐克獸人、神靈族、混沌星際戰士）
  - 冬襲（不可獨立執行）（和破曉之戰相同的軍隊；增加帝國衛隊）
  - 暗黑聖戰 （可獨立執行）（和冬襲相同的軍隊；增加死靈族和鈦星人）
  - 靈魂風暴 （可獨立執行）（和暗黑聖戰相同的軍隊；增加戰鬥修女和暗黑神靈族）
- 混沌之門（戰鎚40000 — 星際戰士、混沌勢力）
- 戰爭儀式（戰鎚40000 —  神靈族、星際戰士、泰倫蟲族）
- Mark of Chaos（戰鎚 —  帝國、高等精靈、混沌部落、煉獄鼠、半獸人與哥布林、矮人）
  - Battle March（不可獨立執行）（和Mark of Chaos相同的軍隊；增加黑暗精靈）
- 小隊指令 — 一個回合制的戰略遊戲，內容是關於極限戰士和混沌星際戰士的戰鬥。
- 戰鎚Online：決戰世紀 — 一個Mythic Entertainment公司製作的MMORPG。
- 破曉之戰II — 破曉之戰的下一代遊戲，注重於小隊戰術而較少基地建設。
  - 混沌再起
  - 天譴
- 戰錘40000：星際戰士（Warhammer 40000: Space Marine） — 一個星際戰士極限戰團的ACT/TPS遊戲。
  - 戰鎚：殺無雙之殺戮小隊（Warhammer 40,000: Kill Team）— 一款在XBOX上發行的第三人稱射擊遊戲，玩家扮演星際戰士對抗歐克蠻人和泰倫蟲族。
- 戰鎚40000：黑暗千年Online — 原先將會是戰鎚40000的第一款MMORPG遊戲，但因預算不足而取消製作。
- 戰鎚40000：永恆遠征Online — 一款開發中的戰鎚40000的MMOTPS遊戲，將在2016上市。
- 全面战争：战锤（Total War: Warhammer） — 一款采用战锤背景设定的全面战争系列游戏。

## 活動
每年 Games Workshop 都會舉辦 Games Day 活動，其中會有金惡魔（Golden Demon）模型塗裝大賽、新上市模型的新商店攤位、商店攤位和遊戲桌。

## 雜誌
Games Workshop最為人知的雜誌是白矮人，在英國已經發行超過370期。現今白矮人有九個不同的國際版本發售，討論不同的主題，共有5種語言。白矮人原先只是一般的角色扮演雜誌，自第100期起就轉而收錄和Games Workshop產品有關的內容。
Games Workshop也出版Fanatic Magazine以支持他們的專家遊戲圈，但自從第十期以後就不發行了。Fanatic由關於特定遊戲的快報取代。在取消這雜誌以後，Games Workshop由Specialist Games website （页面存档备份，存于）發行稱為「Fanatic Online」的電子版本。隨著2008年Games Workshop全球網頁商店、改頭換面的美國網站的重新啟動，他們宣布專家遊戲網站將不再更新，專家遊戲內容會在Games Workshop網站上發出；這也表示了Fanatic Online的結束。
亦有一個名為Citadel Journal的雜誌，這是一本「更有深度」的雜誌，鎖定模型狂熱者和經驗老道的玩家。其中會有不平常的規則和軍隊，而且時常被當作測試規則的地方。透過某些編輯，他們也出版愛好者的小說和畫作。這本雜誌已不再發行。
在1980年代中期的一小段時間，GW由Puffin Books取得了Fighting Fantasy雜誌Warlock的出版權。該雜誌被轉成一般性的入門遊戲雜誌，不過在第13期以後就結束了。
也有一本名叫「Battle Games in Middle Earth」的雙周發行雜誌，並且會贈送一到數個免費的魔戒微縮模型。雖然這些模型是由Games Workshop所製作，但是該雜誌由SGS（Games Workshop 的一部份）撰寫，並由De Agostini出版。該雜誌在愛爾蘭、英國、荷蘭、法國、德國、西班牙、奧地利、澳洲、紐西蘭和波蘭發行，雜誌變得比出版商原先預期的還要受歡迎，最後的發行日期一再延後，終於在第91期結束。Battle Games in Middle Earth據報是De Agostini歷史上發行量最大的刊物。

## 其他媒體
許多根基於戰鎚宇宙的小說、漫畫由Black Library出版。在2009年後半，Codex Pictures宣布他們會替戰鎚40000製作一個名為Ultramarines: The Movie的電影。特別版的DVD隨著一本32頁、付插圖的精裝書Hard Choices 'What happened on Algol?' 於2010年11月29日在世界各地發行。一般的版本則在同年12月13日發行。
Games Workshop插畫師也出版了數本包含他們替公司作的畫的畫集，這些插畫師包含了Adrian Smith和John Blanche等人。

## 外部連結
- Games Workshop 官方網站 （页面存档备份，存于）
- List of Games Workshop Games (including pictures) （页面存档备份，存于）